# دیسکاوری ۹۷۷۰
سیارک ۹۷۷۰ (به انگلیسی: 9770 Discovery، نامگذاری:1993EE) نه هزار و هفتصد و هفتادمین سیارک کشف شده‌است که در ۱ مارس ۱۹۹۳ کشف شد.
قدر مطلق سیارک برابر ۱۴٫۸۰ است.